# 拉玛勋章
尊贵的拉玛铁菩提勋章是泰國的一種軍隊勳章，1918年7月22日由暹羅（今泰國）國王朱拉隆功（拉瑪五世）設立，授予在和平時期或戰爭時期在軍事方面有傑出服役的人。
拉瑪勳章共分為六級：
1. - 騎士大司令（เสนางคะบดี，Senangapati，簡稱）
2. - 騎士司令（มหาโยธิน，Maha Yodhin，簡稱）
3. - 司令（โยธิน，Yodhin，簡稱）
4. - 伴侶（อัศวิน，Asvin，簡稱）
5. - 英勇行动的拉瑪獎章（เหรียญรามมาลาเข็มกล้ากลางสมร，Rian Ram Mala Khem Kla Klang Samon，簡稱）
6. - 拉瑪獎章（เหรียญรามมาลา，Rian Ram Mala，簡稱）

## 著名受勳者
- 沙立·他那叻
- 他侬·吉滴卡宗
- 炳·廷素拉暖
- 差瓦立·永猜裕
- 素拉育·朱拉暖
- 巴育·占奥差
- 弗朗西斯科·弗朗哥